# 極子
極子、極化子是凝聚態準粒子，用於理解固體材料電子和原子間的相互作用。列夫·朗道於1933年首次提出此概念，由Пекар, Соломон Исаакович描述。
電子在介電晶體移動，其中原子偏離其平衡位置以有效屏蔽電子的電荷，即聲子雲。這降低了電子遷移率並增加了電子的有效品質。
極化子的一般概念已擴展到描述金屬中電子和離子間的其他相互作用；這些相互作用導致束縛態，或與非相互作用系統相比能量降低。主要的理論工作集中在解決弗勒利希哈密頓量和Holstein哈密頓量。這仍然是一個活躍的研究領域，為大晶格中的一個或兩個電子的情況找到精確的數值解，並研究許多相互作用電子的情況。
在實驗上，極子對於理解各種各樣的材料很重要。通過形成極子可以大大降低半導體中的電子遷移率。有機半導體對極化效應也很敏感，這在有效運輸電荷的有機太陽能電池的設計中尤為重要。在低Tc超導體（I型超導體）中形成Cooper對的電子聲子相互作用也可以被建模為極子，並且兩個相反的自旋電子可以形成共享聲子云的雙極子。這被認為是高Tc超導體（II型超導體）中Cooper對形成的機制。極子對於解釋這些類型材料的光導率也很重要。
極子是一種費米子準粒子，勿與電磁極化子相混淆。電磁極化子是一種介於光子和光學聲子之間雜化態的玻色子準粒子。

## 理論
在剛性晶格的周期性電位中移動的電子的能譜稱為Bloch光譜，其由允許的帶和禁帶構成。在允許帶內具有能量的電子作為自由電子移動但具有與真空中的電子質量不同的有效質量。然而，晶格是可變形的，並且原子（離子）從它們的平衡位置的位移用聲子來描述。電子與這些位移相互作用，這種相互作用被稱為電子 - 聲子耦合。 Lev Landau在1933年的開創性論文中提出了一種可能的方案，其中包括產生晶格缺陷，如F中心和通過該缺陷捕獲電子。 Solomon Pekar提出了一種不同的場景，即設想用晶格變形（虛擬聲子云）修整電子。這種伴隨變形的電子在晶體上自由移動，但有效質量增加 Pekar為這個電荷載體創造了極子這個詞。
L. D. Landau 和S. I. Pekar 構成了極子理論的基礎。放置在可極化介質中的電荷將被屏蔽。介電理論通過在電荷載體周圍誘導極化來描述該現象。當電荷載流子通過介質時，激發極化將跟隨電荷載流子。載流子與誘導極化一起被認為是一個實體，稱為極子。
雖然極子理論最初是針對電子在晶體場中的修飾電荷而開發的，但沒有任何根本原因可以阻止任何其他可能與聲子相互作用的帶電粒子。因此，其他帶電粒子如（電子）空穴和離子也應該遵循極子理論。
最近，質子極子在其存在的假設的陶瓷電解質的實驗工作中被確定。

圖 1：極化子的藝術視圖。自感電位改變其物理性質。

| 材料    | α     | 材料      | α    |
| ------- | ----- | --------- | ---- |
| InSb    | 0.023 | KI        | 2.5  |
| InAs    | 0.052 | TlBr      | 2.55 |
| GaAs    | 0.068 | KBr       | 3.05 |
| GaP     | 0.20  | RbI       | 3.16 |
| CdTe    | 0.29  | Bi12SiO20 | 3.18 |
| ZnSe    | 0.43  | CdF2      | 3.2  |
| CdS     | 0.53  | KCl       | 3.44 |
| AgBr    | 1.53  | CsI       | 3.67 |
| AgCl    | 1.84  | SrTiO3    | 3.77 |
| α-Al2O3 | 2.40  | RbCl      | 3.81 |

## 光吸收

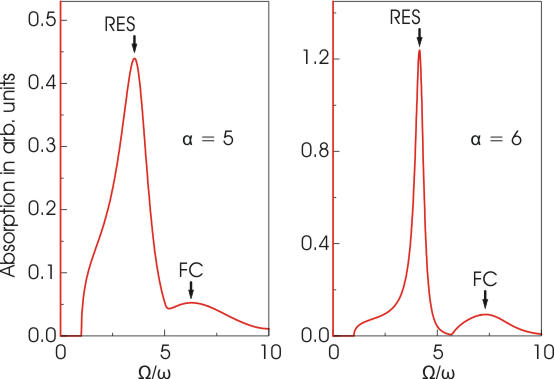
圖2：極子在 和6的光吸收。

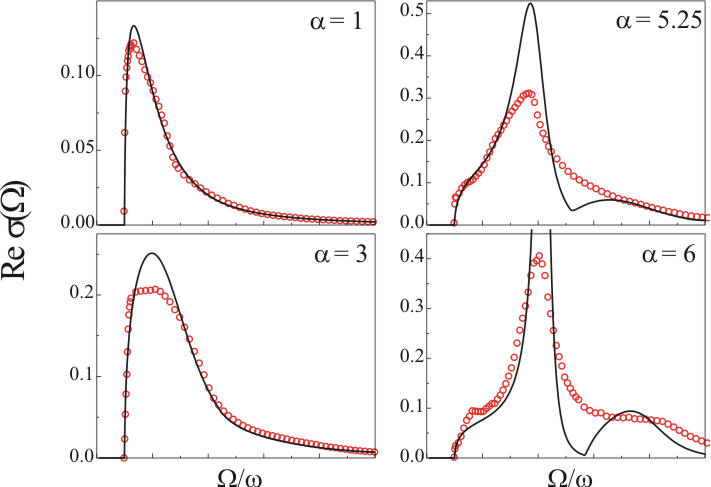
圖3：圖解空圈量子蒙特卡羅方法計算的光導譜與實線DSG計算的比較。

極化子磁光吸收的表達式為：
{\displaystyle \Gamma (\Omega )\propto -{\frac {\operatorname {Im} \Sigma (\Omega )}{\left[\Omega -\omega _{\mathrm {c} }-\operatorname {Re} \Sigma (\Omega )\right]^{2}+\left[\operatorname {Im} \Sigma (\Omega )\right]^{2}}}.\qquad \qquad \qquad (3)}
晶格模型光導率的式為：
{\displaystyle \sigma (\Omega )=n_{p}e^{2}a^{2}{\frac {\pi ^{\frac {1}{2}}t^{2}\left(1-e^{\frac {\hbar \Omega }{k_{\rm {B}}T}}\right)}{2\hbar ^{2}\Omega (E_{a}k_{\rm {B}}T)^{1/2}}}\exp \left(-{\frac {(\hbar \Omega -4E_{a})^{2}}{16E_{a}k_{\rm {B}}T}}\right)}

## 二維和準二維結構
二維電子氣（2DEG）的研究可了解二維極化子特性。

對於弱耦合，可近似為：
{\displaystyle {\frac {\Delta E}{\hbar \omega }}\approx -{\frac {\pi }{2}}\alpha \ -0.06397\alpha ^{2};\qquad \qquad \qquad (4)\,}
{\displaystyle {\frac {m^{*}}{m}}\approx 1+{\frac {\pi }{8}}\alpha \ +0.1272348\alpha ^{2}.\qquad \qquad \qquad (5)\,}
1. ↑  L. D. Landau, Electron motion in crystal lattices, Phys. Z. Sowjetunion 3, 664 (1933), in German
2. ↑  S. I. Pekar, Journ. of Phys. USSR 10, 341 (1946)
3. ↑  
Devreese JTL. . Rede Uitgesproken Bij de Aanvaarding van het Ambt van Buitengewoon Hoogleraar in de Fysica van de Vaste Stof, in Het Bijzonder de Theorie van de Vaste Stof, Bij de Afdeling der Technische Natuurkunde Aan de Technische Hogeschool Eindhoven. 1979.
4. ↑  
Devreese, Jozef T. . Lerner, R.G.; Trigg, G.L.  (编).  2 Third. Weinheim: Wiley-VCH. 2005: 2004–2027. OCLC 475139057.
5. ↑  
Peeters FM; Devreese JTL. . Phys. Rev. B. 1986, 34 (10): 7246–7259. Bibcode:1986PhRvB..34.7246P. PMID 9939380. doi:10.1103/PhysRevB.34.7246.
6. 1 2  
Devreese JTL; De Sitter J; Goovaerts M. . Phys. Rev. B. 1972, 5 (6): 2367. Bibcode:1972PhRvB...5.2367D. doi:10.1103/PhysRevB.5.2367.
7. ↑  
Eagles DM. . Phys. Rev. 1963, 130 (4): 1381. Bibcode:1963PhRv..130.1381E. doi:10.1103/PhysRev.130.1381.
8. ↑  
Klinger MI. . Physics Letters. 1963, 7 (2): 102–104. Bibcode:1963PhL.....7..102K. doi:10.1016/0031-9163(63)90622-X.
9. ↑  
Reik HG. . Solid State Commun. 1963, 1 (3): 67–71. Bibcode:1963SSCom...1...67R. doi:10.1016/0038-1098(63)90360-0.
10. ↑  
Mihailović D; Foster CM; Voss K; Heeger AJ. . Phys. Rev. B. 1990, 42 (13): 7989–7993. PMID 9994964. doi:10.1103/PhysRevB.42.7989.
11. ↑  
Devreese JTL; Peeters FM (编). . ASI Series, Plenum, New York. 1987, B157.
12. ↑  
Wu XG; Peeters FM; Devreese JTL. . Phys. Rev. B. 1986, 34 (4): 2621–2626. Bibcode:1986PhRvB..34.2621W. PMID 9939955. doi:10.1103/PhysRevB.34.2621.
13. ↑  
Peeters FM; Devreese JTL. . Phys. Rev. B. 1987, 36 (8): 4442–4445. Bibcode:1987PhRvB..36.4442P. PMID 9943430. doi:10.1103/PhysRevB.36.4442.